# Verwaltungsgebäude Union

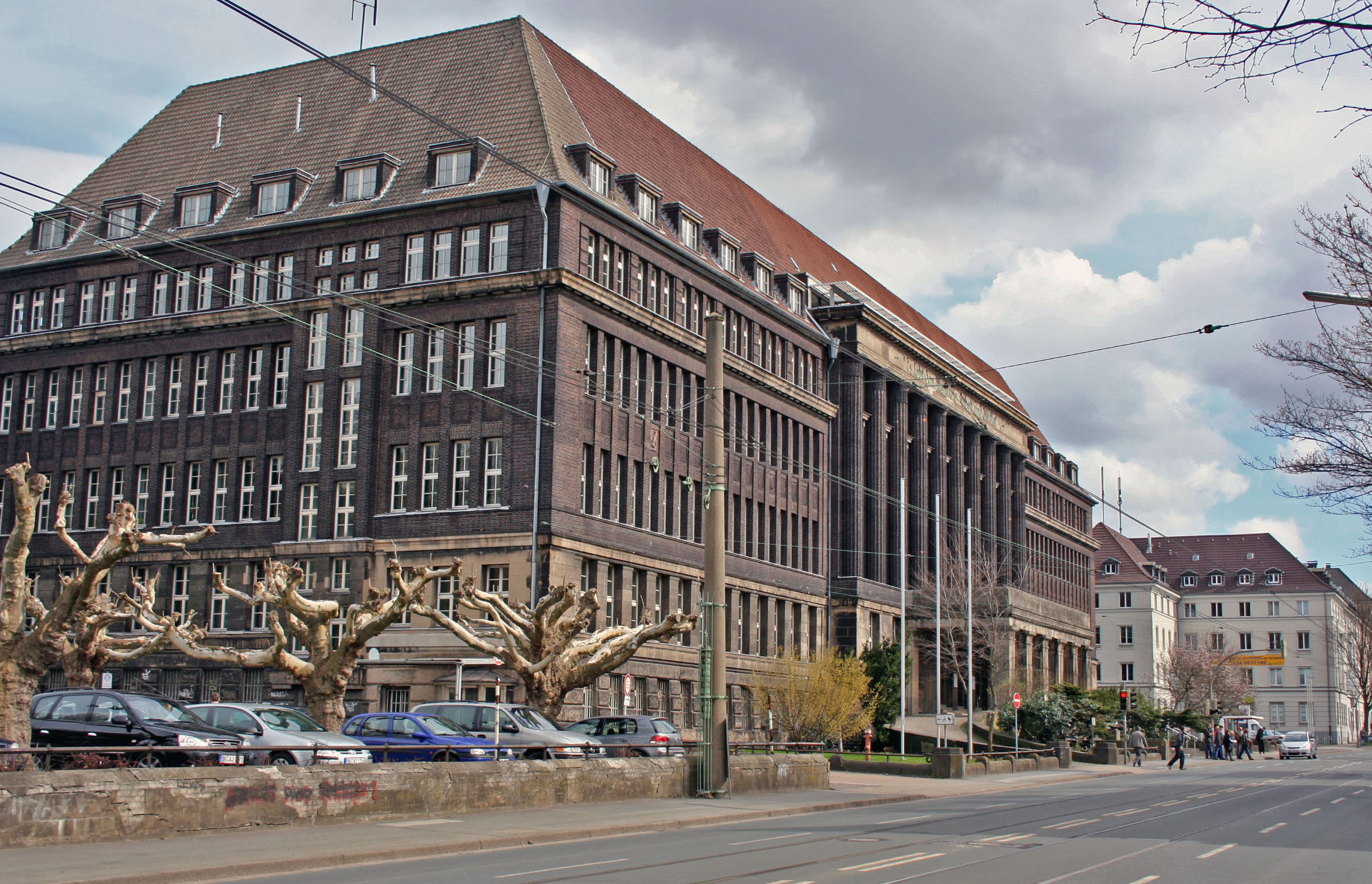
Die ehemalige Hauptverwaltung der Dortmunder Union

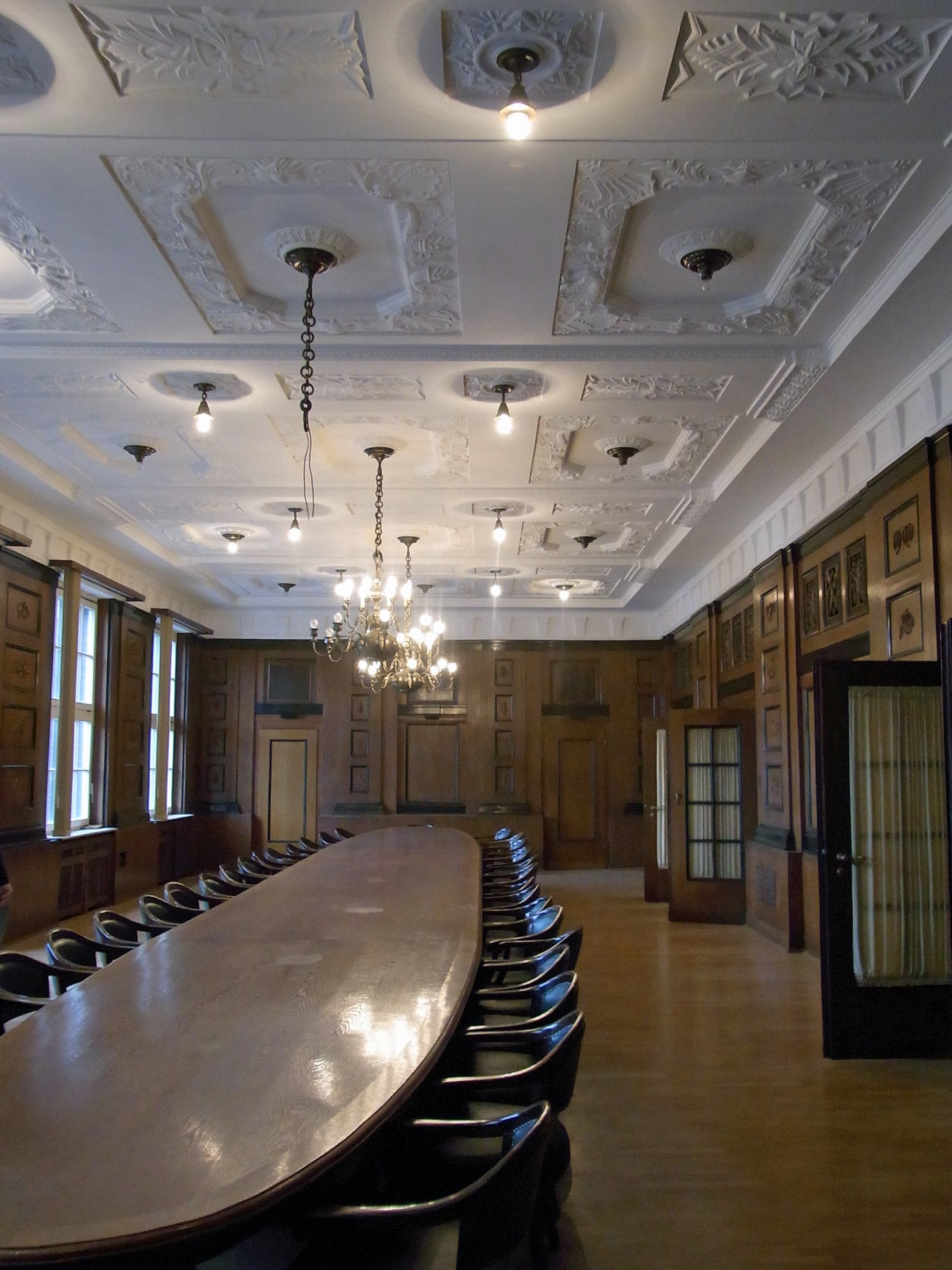
Sitzungssaal

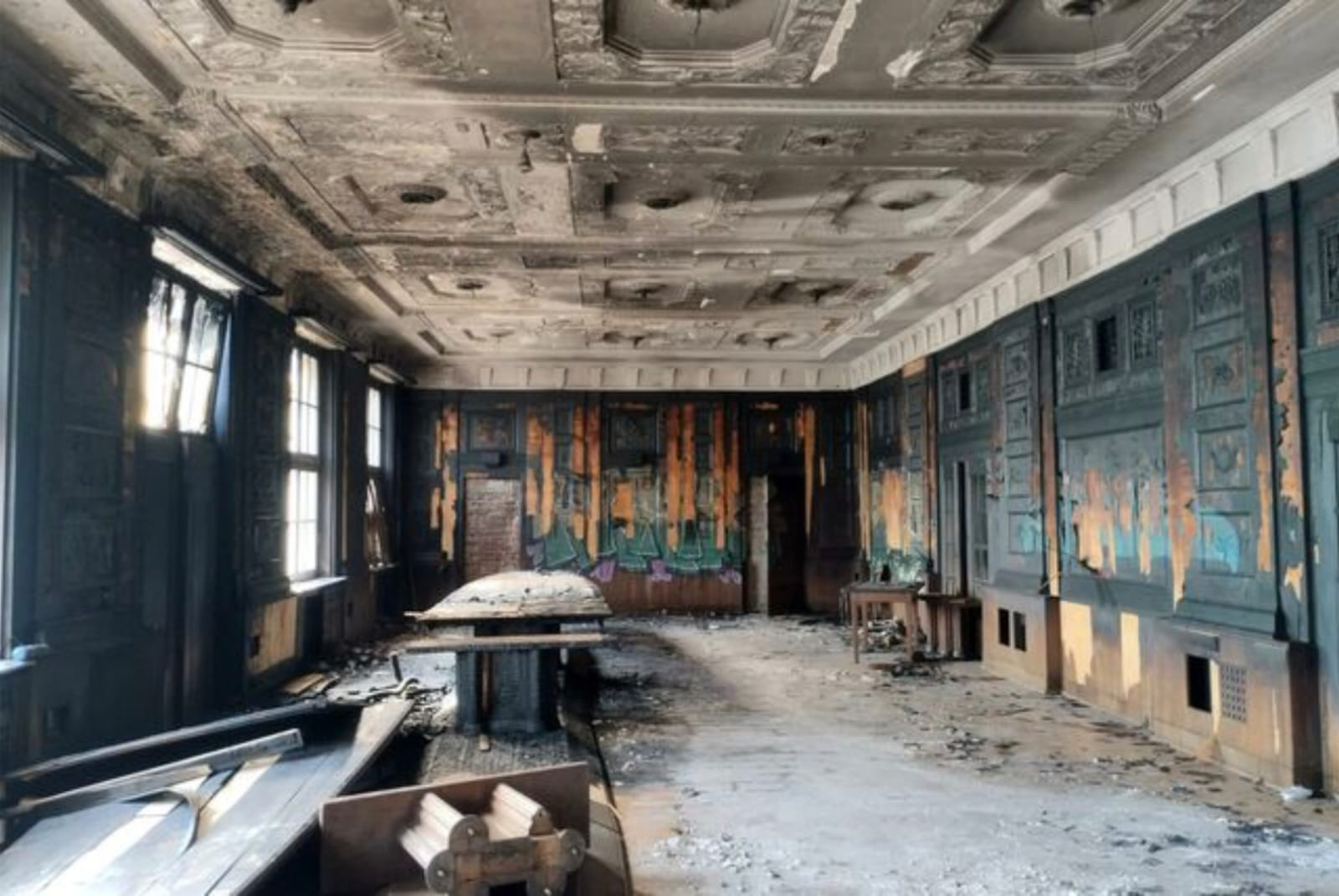
Sitzungssaal nach dem Brand

Das Verwaltungsgebäude Union ist der ehemalige Firmensitz der Union AG für Bergbau, Eisen- und Stahl-Industrie in Dortmund.
Nachdem die Dortmunder Union 1910 an die Deutsch-Luxemburgische Bergwerks- und Hütten-AG übergegangen war, wurde das Verwaltungsgebäude 1922 von Hugo Stinnes eingeweiht. Die Bauzeit belief sich auf fünf Jahre (1916 bis 1921), finanziert wurde es durch Gewinne aus der Rüstungsindustrie während des Ersten Weltkriegs.
Das Gebäude wurde von den Architekten D. & K. Schulze geplant und weist Ähnlichkeiten mit dem Mannesmann-Verwaltungsgebäude in Düsseldorf von Peter Behrens aus dem Jahre 1911/12 auf. Das Union-Gebäude umschließt im Inneren drei Lichthöfe. Nach außen zur Rheinischen Straße präsentiert sich das Gebäude als monumentaler Block. An der Kopfseite des Gebäudes befinden sich zehn Säulen im Stile der Neorenaissance. Oberhalb dieser Säulenreihe prangt weithin sichtbar die Inschrift „Es lobt den Mann die Arbeit und die Tat.“
Im Inneren des Gebäudes finden sich Motive aus der Montanindustrie sowie Maschinengewehr, Füllhorn und Lorbeerkranz.
Zum Zeitpunkt seiner Errichtung war der Stahlskelettbau technisch auf der Höhe seiner Zeit. Er verfügte über ein internes Selbstwähltelefonnetz,  zentral gesteuerte elektrische Uhren, ein Staubsaugerrohrsystem und eine Warmwasserzentralheizung, welche die Abwärme des Blockwalzwerks der Hüttenanlagen nutzte.
Nach dem Zweiten Weltkrieg diente ein Sitzungssaal in dem Gebäude, das den Krieg weitgehend unbeschädigt überstanden hatte, als Versammlungsort für die erste Dortmunder Ratssitzung.
Zwischen 1995 und 2008 wurde das Gebäude als Versorgungsamt genutzt. Es ist als Baudenkmal in die Denkmalliste der Stadt Dortmund eingetragen.
Im Sitzungssaal wurde 2023 ein Brand gelegt, wodurch der Saal fast vollständig zerstört wurde. Durch Vandalismus verschlechterte sich der Zustand des Gebäudes weiter. Präventivmaßnahmen gegen Vandalismus wie die Zumauerung (um 2024) der Aufzugschächte und Treppenhäuser vom Keller aus wurden durchgeführt.
Die Sparkasse Dortmund war Ende 2024 vom Kauf des Gebäudes abgesprungen. Am 10. Januar 2025 wurde das Gebäude an eine Investorin verkauft, die es erhalten will. Die Investorin will mit Kooperation der Stadt Dortmund in einer Machbarkeitsstudie überprüfen lassen, ob eine geplante Weiternutzung des Gebäudes möglich wäre.